# Claude Le Laboureur
Pour les articles homonymes, voir Laboureur (homonymie).
Claude Le Laboureur, né vers 1601, encore vivant en 1682, est un ecclésiastique, historien et héraldiste français.

## Biographie
Il était cousin de Louis Le Laboureur et de son frère Jean Le Laboureur.
Après des études de droit, il fut reçu avocat au Parlement de Paris, mais abandonna tout de suite cette profession, et entra dans le clergé. Grâce à des relations familiales, il fut élu en 1630 prévôt de l'abbaye sécularisée (collégiale) de l'Île Barbe, près de Lyon. Il s'installa dans les lieux et s'y livra à des recherches historiques. Mais il entra en conflit avec les chanoines, et dut finalement résigner son bénéfice en 1660, « plein d'amertume ». Il se réfugia ensuite pendant quelque temps dans la maison de l'Oratoire de Valence, puis regagna Lyon. Plus tard, il se réinstalla à Paris.
Il publia plusieurs ouvrages sur l'histoire, l'héraldique et la généalogie :
- Notes et corrections faites sur le bréviaire de Lyon, Lyon, 1643.

Cet ouvrage, que Le Laboureur, en le présentant à l'archevêque, aurait accompagné de remarques désobligeantes sur les chanoines, provoqua une réponse de Bésian Arroy (v. 1589-1677), docteur en Sorbonne et théologal du chapitre de Lyon : Apologie pour l'Église de Lyon, contre un libelle intitulé Notes et corrections sur le bréviaire de l'Église de Lyon, fait par un certain qui a caché son nom sous ces caractères muets : C. L. L. P. (Lyon, 1644). Le Laboureur riposta à son tour :
- Épistre de l'Homme inconnu au théologal de l'Église de Lyon pour servir de préface à la Response à son Apologie pour l'Église de Lyon, Lyon, chez Jean Champion, 1647.
- Discours de l'origine des armes, et des termes receus et usités pour l'explication de la science héraldique. Orné et enrichy des blasons des Roys, Princes et autres Maisons illustres de la chrestienté, Lyon, chez Guillaume Barbier, 1658 (avec 155 blasons gravés sur cuivre).

Cet ouvrage fut critiqué par le jésuite Claude-François Ménestrier, féru du même sujet, ce qui provoqua une riposte de Le Laboureur :
- Épistre apologétique pour le discours de l'origine des armes, contre quelques lettres de Me C. F. Ménestrier, cy-devant professeur d'éloquence, & maintenant étudiant en théologie à Lyon, Valence, 1660.

C'est en réponse que le Père Ménestrier publia L'art du blason justifié, ou les preuves du véritable art du blason établies par diverses autorités (Lyon, 1661).
- Les Mazures de l'Abbaye de l'Isle-Barbe-lez-Lyon, ou Recueil historique de tout ce qui s'est fait de plus mémorable dans cette Église, avec le catalogue de ses Abbez. Première partie contenant les Réguliers, Lyon, chez Claude Galbit, 1665.

C'est l'histoire de l'abbaye de l'Île Barbe des origines jusqu'au début du XVIe siècle. Le théologal Bésian Arroy, toujours hostile, répondit par sa Briève et dévote Histoire de l'Abbaye de l'Isle-Barbe (Lyon, 1668). 
- Histoire généalogique de la Maison de Sainte-Colombe et autres Maisons alliées, Lyon, chez Claude Galbit, 1673.
- Les Mazures de l'Abbaye de l'Isle-Barbe-lez-Lyon. Seconde partie contenant les Abbez Séculiers, Paris, chez Jean Couterot, 1681.
- Suites des mêmes Mazures contenant les généalogies et preuves de la noblesse de ceux qui ont été reçus dans cette Abbaye, Paris, chez Jean Couterot, 1682.

## Édition plus récente
- Les masures de l'Île Barbe, par Claude Le Laboureur, ancien prévôt de cette abbaye, nouvelle édition avec supplément et tables par Marie-Claude et Georges Guigue, Lyon, chez Vitte et Perrussel, 1887-95, 3 vol.